# Csoportnyelv
A csoportnyelv a nyelv egyes társadalmi csoportokon, továbbá foglalkozási és tudományágakon belül kialakult – a köznyelvtől csak szókincsének egy részében eltérő – változata. A csoportnyelveknek két fő típusát tartják számon: a szlengeket (például a tolvajnyelvet, a diáknyelvet) és a szaknyelveket (orvosi nyelv, bányásznyelv stb.) A csoportnyelvek legjellemzőbb sajátossága, hogy csak szókincsből állnak, nem önállóan beszélhető nyelvváltozatok, használatukhoz szükség van egy bázisnyelvre is. A csoportnyelv szélesebb társadalmi körben használt változata a rétegnyelv.
A magyar nyelvészetben használt csoportnyelv szakszót a szociolingvisztika terminusai közül a regiszternek és a szociolektusnak szokták megfeleltetni, bár ezekkel nem teljesen azonos fogalmat takar.